# Allactaga tetradactyla
Allactaga tetradactyla је врста глодара из породице скочимиш (Dipodidae).

## Распрострањење
Врста је присутна у Египту и Либији уз Медитеранску обалу.

## Станиште
Станишта врсте су шљунчане равнице уз Медитеран, и пустиње. 

## Начин живота
Врста Allactaga tetradactyla прави подземне јазбине, из којих ноћу излази да се храни. 

## Угроженост
Ова врста се сматра рањивом у погледу угрожености врсте од изумирања.